# Ночное кафе
«Ночное кафе» (фр. Le Café de nuit) — картина художника Винсента Ван Гога, написанная в сентябре 1888 года в Арле.

## Предыстория

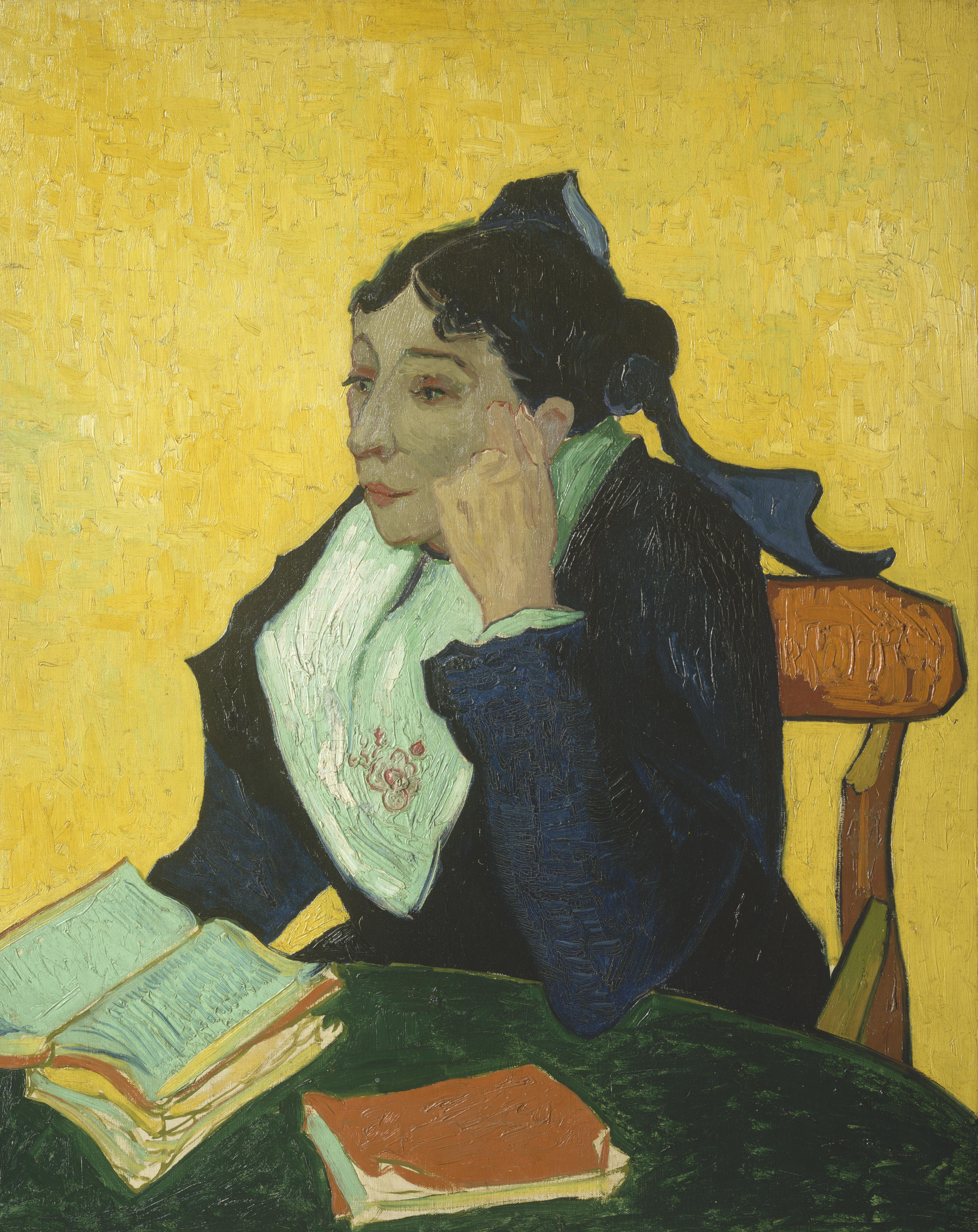
«Арлезианка», 1888

На картине изображено привокзальное кафе города Арля, хорошо знакомое художнику. Хозяева кафе, Жозеф-Мишель и его жена Мари Жино часто позировали Ван Гогу. Так, мадам Жино изображена и на другой картине художника — «Арлезианка» (то есть жительница Арля).

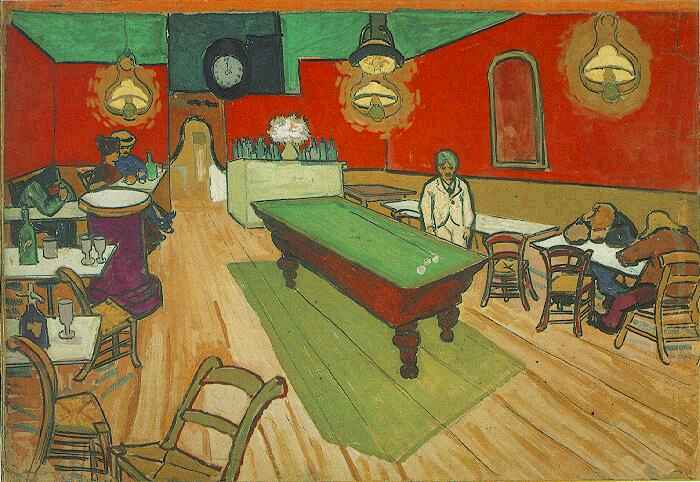
«Ночное кафе», акварель

Ван Гог хорошо знал «ночную жизнь» и подобные заведения. В своём письме к брату Тео он писал об идее этой картины: 

«В „Ночном кафе“ я попытался изобразить место, где человек губит самого себя, сходит с ума или становится преступником. Я хотел выразить пагубную страсть, движущую людьми, с помощью красного и зелёного цвета»
В сентябре 1888 года Ван Гог три ночи подряд работал над картиной. Спал при этом художник днём.
Позже он повторил работу в акварели, которая в настоящее время находится в частной коллекции.

## Владельцы
Весной 1908 года на выставке «Салон Золотого руна» картину за три тысячи рублей (семь тысяч франков) купил коллекционер Иван Морозов. В 1918 году картина была национализирована советской властью.
В 1928—33 годах полотно выставлялось в Москве в МНЗИ, а затем было продано коллекционеру Стефану Кларку. Сделка, которая включала помимо Ван Гога ещё по шедевру Сезанна, Ренуара и Дега и принесла СССР 260 тысяч долларов, была заключена до официального установления дипломатических отношений с США во избежание исков бывших владельцев и их наследников. Остальную часть коллекции МНЗИ в ходе распродаж художественных ценностей спасло то, что цены на импрессионистов во время Великой депрессии были на Западе невелики.
После его смерти, согласно завещанию, права на картину перешли Йельскому университету. В 2014 году правнук Ивана Морозова Пьер Коновалофф проиграл в американском суде права на картину.

## Художественные особенности
Картина была названа одним из шедевров Ван Гога и получила высокую оценку критиков. В отличие от импрессионизма, в этой картине художник не восхищается красотой природы или состояния, Ван Гог передает свои эмоции и чувства, в том числе и с помощью цветового решения.
Картина проникнута теплыми цветами с преобладанием жёлтого, который передает душную и прокуренную атмосферу заведения. Зелёный цвет потолка и бильярдного стола скорее передает болезненное ощущение, дополняет картину обилие красного — цвета тревоги и страсти. Стиль, в котором выполнена эта работа Ван Гога, позже будет назван экспрессионизмом.